# Dune: Hành tinh cát – Phần hai
Dune: Hành tinh cát – Phần hai (tên tiếng Anh: Dune: Part Two) là một bộ phim điện ảnh Mỹ thuộc thể loại sử thi – khoa học viễn tưởng ra mắt vào năm 2024 do Denis Villeneuve làm đạo diễn, viết kịch bản và đồng sản xuất. Phim là phần hậu truyện của Dune: Hành tinh cát (2021) và là phần thứ hai trong hai phần chuyển thể của bộ tiểu thuyết Dune năm 1965 của tác giả Frank Herbert. Timothée Chalamet, Zendaya, Rebecca Ferguson, Josh Brolin, Stellan Skarsgård, Dave Bautista, Stephen McKinley Henderson, Charlotte Rampling và Javier Bardem đều tiếp tục trở lại với vai diễn của họ trong phần đầu tiên, cùng với dàn diễn viên mới tham gia bao gồm Florence Pugh, Austin Butler, Christopher Walken và Léa Seydoux.
Phim được bật đèn xanh phát triển sau khi hãng Legendary Entertainment thành công có được bản quyền điện ảnh cũng như truyền hình của Xứ cát vào năm 2016. Vào năm 2017, Villeneuve cũng đã ký hợp đồng để ngồi vào chiếc ghế chỉ đạo cho phim với ý định sẽ chuyển thể hai phần của bộ tiểu thuyết. Hợp đồng sản xuất của phim cũng chỉ được đảm bảo cho phần đầu tiên, với phần thứ hai liệu có được tiếp tục phát triển hay không sẽ dựa vào sự thành công của phần trước. Mặc dù Villeneuve đã lo ngại về tính chắc chắn của phần tiếp theo ngay sau khi có thông tin về việc phần đầu tiên sẽ được phát hành song song tại rạp và trên nền tảng HBO Max nhưng Warner Bros. đã đảm bảo với ông rằng việc tiếp tục phần hậu truyện nếu nó thành công tốt trên HBO Max. Sau những thành công về cả phần thương mại lẫn phê bình của phần đầu teien, Warner Bros. và Legendary Entertainment đã bật đèn xanh cho phần hậu truyện này vào tháng 10 năm 2021. Dàn diễn viên mới được xác nhận bao gồm Pugh, Butler, Walken, Seydoux và Souheila Yacoub vào năm 2022 và sự tham gia của Nelson cũng được thông báo vào một năm sau. Bộ phim được khởi quay tại Budapest, Ý và Abu Dhabi từ tháng 7 đến tháng 12 năm 2022.
Dune: Hành tinh cát – Phần hai có buổi ra mắt lần đầu tại quảng trường Odeon Luxe Leicester vào ngày 15 tháng 2 năm 2024, và sau đó được công chiếu vào ngày 1 tháng 3 năm 2024 tại Mỹ và Việt Nam. Tác phẩm nhìn chung nhận về những lời khen ngợi từ giới chuyên môn sau khi ra mắt.

## Nội dung
Phim tiếp tục theo chân cuộc hành trình của Paul Atreides, cùng với Chani và người Fremen. Anh phải tìm cách để trả thù những kẻ đã hủy hoại gia đình của anh. Bên cạnh đó, Paul dường như cũng phải đối mặt với sự lựa chọn giữa tình yêu của đời mình và định mệnh của vũ trụ mà anh đã biết; anh buộc phải nỗ lực để ngăn chặn một tương lai tồi tệ và rõ ràng rằng anh cũng là người duy nhất có thể dự đoán được nó.

## Diễn viên
- Timothée Chalamet thủ vai Công tước Paul Atreides
- Rebecca Ferguson thủ vai Lệnh bà Jessica
- Josh Brolin thủ vai Tướng quân Gurney Halleck
- Stellan Skarsgård thủ vai Nam tước Vladimir Harkonnen
- Dave Bautista thủ vai Glossu Rabban
- Stephen McKinley Henderson thủ vai Thufir Hawat[3]
- Zendaya thủ vai Chani
- Charlotte Rampling thủ vai Mẹ chí tôn Gaius Helen Mohiam
- Javier Bardem thủ vai Stilgar
- Florence Pugh thủ vai Công chúa Irulan
- Austin Butler thủ vai Chuẩn nam tước Feyd-Rautha
- Christopher Walken thủ vai Hoàng đế Shaddam IV
- Léa Seydoux thủ vai Lệnh bà Margot
- Souheila Yacoub thủ vai Shishakli

Ngoài ra, phim còn có sự tham gia của Tim Blake Nelson trong vai diễn chưa được tiết lộ.

## Sản xuất

### Kịch bản
Eric Roth được thuê để đồng chấp bút cho kịch bản của phim vào tháng 4 năm 2017, sau đó, Jon Spaihts cũng được xác nhận sẽ cùng với Roth và Villeneuve tham gia viết kịch bản cho phần phim này. Nhà sáng tạo ngôn ngữ của Trò chơi vương quyền, David Peterson được công bố đang phát triển những ngôn ngữ trong phim vào tháng 4 năm 2019. Vào tháng 11 cùng năm, Spaihts đã quyết định tạm dừng vai trò nhà sản xuất phim truyền hình cho bộ phim truyền hình tiền truyện Dune: The Sisterhood để tập trung cho Dune: Phần Hai. Tháng 4 năm 2020, Greig Fraser đã chia sẻ về phim rằng "Bản thân bộ phim là một câu chuyện được hình thành đầy đủ với những nơi cần đến. Đó là một bộ phim sử thi hoàn toàn độc lập mà mọi người sẽ rút ra được nhiều điều khi xem nó". Vào tháng 2 năm 2021, Eric Roth tuyên bố rằng anh đã viết một cách xử lý cho phần hậu truyện đầy tiềm năng. Tháng Tám cùng năm, Villenueve cũng xác nhận rằng công đoạn chấp bút cho kịch bản phim đã được bắt đầu. Tháng 3, 2022, Villeneuve tiếp tục tiết lộ rằng kịch bản phim đã gần như được hoàn thành.

### Tuyển vai
Vào tháng 3 năm 2022, có thông tin xác nhận về việc Florence Pugh và Austin Butler sẽ lần lượt thủ vai Công chúa Irulan và người thừa kế của gia tộc Harkonnen Feyd-Rautha. Sau đó, Christopher Walken cũng được tiết lộ sẽ vào vai Shaddam đệ Tứ vào tháng 5. Vào tháng 6 cùng năm, Léa Seydoux tiếp tục là cái tên tiếp theo tham gia vào dàn diễn viên mới của phim trong vai Lệnh bà Margot. Một tháng sau, Souheila Yacoub cũng được xác nhận sẽ vào vai Shishakli. Tháng 1 năm 2023, Tim Blake Nelson được công bố sẽ tham gia vào phim trong một vai diễn chưa được tiết lộ.

### Quay phim
Công đoạn tiền quay phim được tiến hành vào ngày 4 tháng 7, 2022 tại Khu lăng mộ Brion ở Altivole, Ý và diễn ra trong hai ngày. Sau đó, giai đoạn quay phim chính của phim dự định bắt đầu tại Budapest, Hungary vào ngày 21 tháng 7, nhưng cuối cùng lại được tiến hành sớm vào ngày 18 tháng 7. Vào tháng 11 cùng năm, quá trình quay phim được chuyển đến Abu Dhabi, UAE, trước khi phim chính thức đóng máy vào ngày 12 tháng 12 năm 2022.

## Âm nhạc
Hans Zimmer sẽ tiếp tục trở lại với vai trò soạn nhạc cho phim tương tự như phần phim trước. Zimmer đã sáng tác hơn 90 phút nhạc phim trước khi dự án được công bố để giúp truyền cảm hứng cho Villeneuve khi ông đang viết kịch bản.

## Phát hành
Dune: Hành tinh cát - Phần hai dự kiến công chiếu vào ngày 15 tháng 3 năm 2024. Trước đó, ngày ra mắt của phim được lên lịch vào ngày 20 tháng 10, 2023, sau đó được dời sang ngày 17 tháng 11 cùng năm, rồi tới ngày 3 tháng 11, trước khi được dời một lần nữa đến ngày công chiếu hiện tại, trong bối cảnh cuộc đình công của Hiệp hội Biên kịch Mỹ (WGA) và Nghiệp đoàn Diễn viên Màn ảnh Mỹ (SAG-AFTRA) kéo dài.

## Tương lai
Villeneuve đã bày tỏ sự thích thú khi bàn về việc sẽ tiếp tục làm phần phim thứ ba dựa trên cuốn tiểu thuyết Dune Messiah, quyển tiểu thuyết thứ hai thuộc loạt tiểu thuyết, ông cũng nói thêm rằng việc này sẽ phụ thuộc vào sự thành công của Dune: Phần Hai. Vào tháng 3, 2022, Spaihts cũng đã gợi nhắc lại về việc Villeneuve đang có những kế hoạch cho phần phim thứ ba cũng như là loạt phim truyền hình ngoại truyện.